# HD 181720
HD 181720は、いて座の恒星で8等星。太陽系外惑星が発見されている。

## 概要
G1V型のスペクトルを持つ黄色の主系列星で、質量は太陽の約0.92倍である。ガイア計画で観測された年周視差によると地球から約197光年の位置にある。
2009年、2003年から6年間にわたって行われたヨーロッパ南天天文台 (ESO) の高精度視線速度系外惑星探査装置 (HARPS) による観測結果から視線速度法によって太陽系外惑星HD 181720bが発見された。
| 名称 （恒星に近い順） | 質量    | 軌道長半径 （天文単位） | 公転周期 (日) | 軌道離心率  | 軌道傾斜角   | 半径 |
| --------------------- | ------- | ----------------------- | ------------- | ----------- | ------------ | ---- |
| b (Toge)              | 0.37 MJ | 1.78                    | 956.0 ± 14.0  | 0.26 ± 0.06 | 1.75 ± 1.65° | —    |

## 名称
2019年、世界中の全ての国または地域に1つの系外惑星系を命名する機会を提供する「IAU100 Name ExoWorldsプロジェクト」において、HD 181720 と HD 181720b はガーナ共和国に割り当てられる系外惑星系となった。このプロジェクトは、「国際天文学連合100周年事業」の一環として計画されたイベントの1つで、ガーナ国内での選考、国際天文学連合 (IAU) への提案を経て太陽系外惑星とその主星に固有名が承認されるものであった。2019年12月17日、IAUから最終結果が公表され、HD 181720はSika、HD 181720 bはTogeと命名された。これらはいずれもエウェ語で金で作られた工芸品や宝飾品に関連する言葉に由来しており、Sika はガーナの主要な輸出品である「金 (gold)」を意味する言葉に、Toge は「イヤリング」を意味する言葉に、それぞれちなんで名付けられた。